# Phlomis lychnite
Phlomis lychnitis
Espèce
Classification phylogénétique
Le phlomis lychnite ou lychnite (Phlomis lychnitis), est une espèce de plantes à fleurs du genre Phlomis et de la famille des Lamiacées, dont les fleurs ont une corolle zygomorphe à deux lèvres. C'est un sous-arbrisseau méditerranéen relativement rare, rencontré dans les garrigues, reconnaissable à ses fleurs jaunes, assez grandes, groupées en verticilles étagés.
La plante est appelée en castillan candelara, terme qui correspond à son nom scientifique (Phlomis = flamme ; lychnis = lampe), les feuilles du phlomis imprégnées d'huile servant autrefois de mèches pour les lampes.

## Description

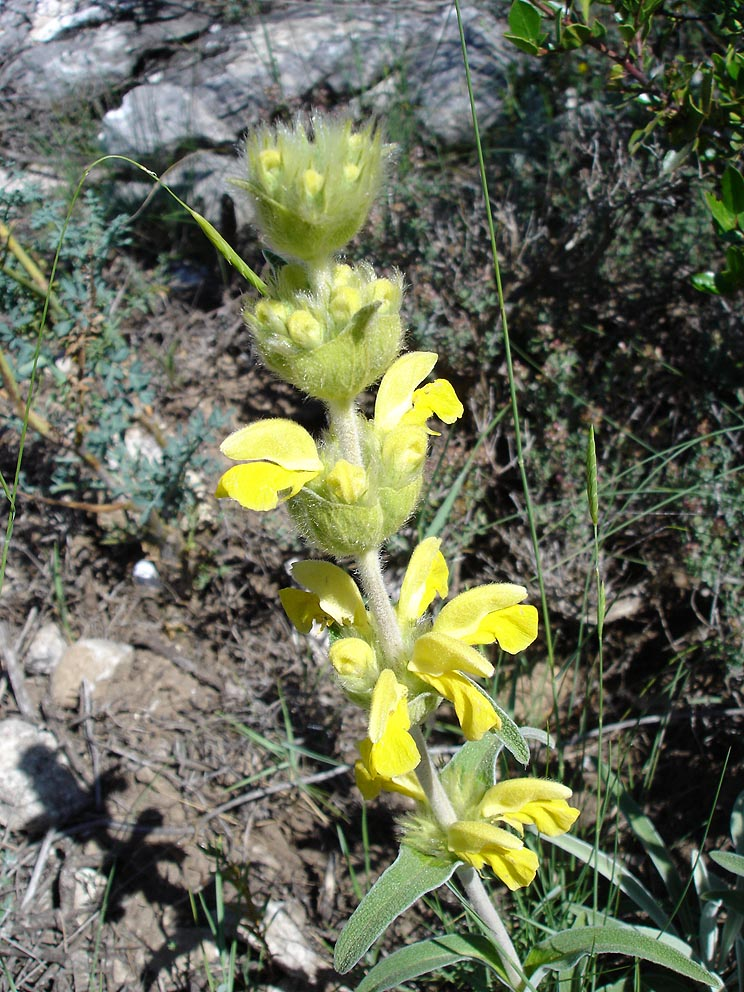
Inflorescence.

### Écologie et habitat
C'est une plante vivace (sous-arbrisseau) rencontrée dans la péninsule Ibérique et dans le sud de la France, notamment en Languedoc-Roussillon, sur sol calcaire, dans les lieux caillouteux exposés au plein soleil.
- Floraison : de mai à juillet
- Pollinisation : entomogame
- Dissémination : épizoochore

### Morphologie générale et végétative
Le sous-arbrisseau, qui peut atteindre 65 cm, est très ramifié à la base, tomenteux, formant un buisson vert grisâtre à tiges simples et érigées. Les feuilles sont simples, en principe entières, opposées, granuleuses, à dessus grisâtre et à dessous cotonneux. Les feuilles inférieures sont nombreuses, légèrement pétiolées, longues et étroites (linéaires à oblongues). Les feuilles caulinaires sont plus courtes et légèrement plus larges.

### Morphologie florale
Les fleurs hermaphrodites sont groupées en verticilles étagés (de quatre à dix fleurs par verticille), chaque verticille reposant sur deux bractées foliacées sessiles. Chaque fleur porte à sa base des bractéoles linéaires et velues. Calice tubulé à cinq dents, portant de nombreux poils. Corolle jaune, bilabiée, assez grande (2 à 3 cm), avec une lèvre supérieure échancrée en forme de casque et une lèvre inférieure trilobée. Quatre étamines. Ovaire supère.

### Fruit et graines
Le fruit est formé de quatre akènes, ou méricarpes.